# Phare de Spurn
Le phare de Spurn est un phare situé au bout d'un long cordon littoral du nom de Spurn qui forme la rive nord de l'estuaire du Humber, dans le comté du East Riding of Yorkshire en Angleterre.
Il est maintenant protégé en tant que monument classé du Royaume-Uni de Grade II depuis 1987.

## Histoire
La mention la plus ancienne de l'existence d'un phare sur Spurn Point date de 1427. À partir du XVIIe siècle, il y eut une paire de phares (une lumière haute et une lumière basse), reconstruits en 1767 par l'ingénieur britannique John Smeaton. La tour la plus haute (27 m) est restée en usage jusqu'en 1895 mais la plus basse fut rapidement balayée par les flots. Une série de feux de remplacement plus ou moins temporaires a été utilisée dans les années suivantes, jusqu'à ce qu'un phare plus solide conçu par James Walker soit construit en 1852 sous la supervision de l'ingénieur Henry Norris (en). En 1895, les deux tours ont été remplacées par un seul phare qui se trouve toujours sur Spurn Head.
Le phare de 1852 se trouve toujours sur le rivage sablonneux, mais sa lanterne a été remplacée par un grand réservoir d'eau.
Le phare de 1895 est une tour ronde en briques de 39 m de haut, peinte en noir avec une large bande blanche en son milieu. La lanterne, sur une petite galerie, est également peinte en blanc. Conçu par Thomas Matthews (en), sa lumière principale avait une portée de 31 km et il y avait aussi des lumières sectorielles séparées, dont deux marquaient des bancs de sable, tandis qu'une autre indiquait la voie principale le long du Humber. En raison de l'amélioration de la navigation, la lumière a été désactivée en 1985. Depuis, le phare est resté vide.
En 2013, la Yorkshire Wildlife Trust a toutefois reçu une subvention de 470 500 livres sterling pour restaurer le phare. Les travaux commencés en avril 2015 ont pris fin début 2016 et le phare a ouvert au public au printemps suivant.
Identifiant : ARLHS : ENG-138 - Amirauté : A2424 .
|                          |
| Les phares de Spurn Head |

|                          |
| Cordon littoral de Spurn |

### Lien connexe
- Liste des phares en Angleterre